# Keykode

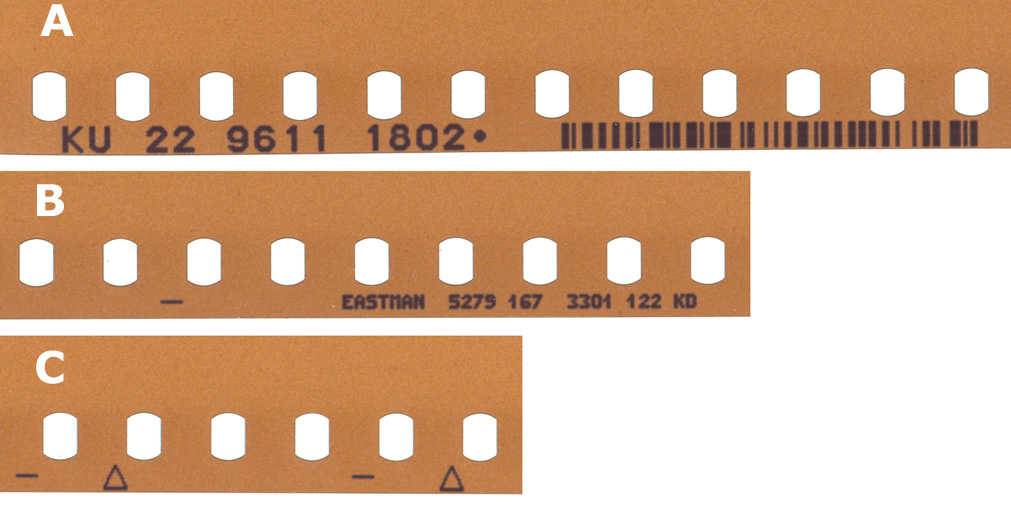
Keykode sobre una película Eastman Kodak

Introducido en 1990, Keykode es un adelanto de Eastman Kodak Company en los números del borde, que son letras, números y símbolos puestos en los intervalos regulares a lo largo del borde de la película de 35 milímetros y de 16 milímetros para permitir la identificación específica del cuadro por cuadro. Ésta es una variación del timecode diseñada para identificar únicamente cuadros en una acción de la película.

## Números del borde
Los números del borde (también llamados números dominantes o los números de cantidad) son series de números con el deletreado dominante impreso a lo largo del borde de un negativo de 35 milímetros a intervalos de un pie (16 cuadros o 64 perforaciones) y en un negativo de 16 milímetros a intervalos de seis pulgadas (veinte cuadros). Los números son puestos en el negativo a la hora de la fabricación por uno de estos dos métodos:

### Imagen Latente
La imagen latente expone el borde de la película mientras que pasa a través de la máquina de perforación. Este método se utiliza sobre todo para películas de negativo color.

### Tinta visible
La tinta visible se utiliza a veces para imprimirse en el borde de la película - también en la fabricación - a la hora de perforarla. La tinta, que no es afectada por los productos químicos fotográficos, se imprime normalmente sobre la superficie inferior de la película. Los números son visibles en la acción cruda (no expuesta) y la película (expuesta y desarrollada) procesada. Este método se utiliza sobre todo para las películas de negativo Blanco y Negro.
Los números del borde responden a un número de propósitos. Cada cuadro dominante se numera con un identificador del multi-dígito que se puede referir más adelante. Además, se imprime una fecha de fabricación, entonces el tipo de emulsión y el número de hornada. Esta información se transfiere del negativo (visible  una vez desarrollado) a las impresiones positivas. La impresión puede ser corregida y manejada y editada mientras el negativo original sigue estando seguro sin tocar. Cuando la edición de la película se completa, los números del borde en la película final del corte corresponden de nuevo a sus cuadros idénticos en el negativo original de modo que una edición conforme se pueda hacer del negativo original para emparejar el work print.
Los laboratorios pueden también imprimir sus propios números del borde en el negativo de película procesada o imprimir para identificar la película por sus propios medios. Esto se hace normalmente en tinta amarilla. Un proceso común para editar la película implica película impresa con borde-codificación simultáneamente con la pista audio sincronizada, en la película magnética de 35m m, de modo que un pie de la película y su audio sincronizado tengan números idénticos del borde.
Con la popularidad de los transfers y del vídeo de la edición del telecine, Kodak inventó un número legible por la máquina del borde que se podría registrar vía computadora, leída por la computadora que edita y produce automáticamente un "cut list"; de la edición de vídeo de la película. Para hacer esto, Kodak utilizó el código de barras USS-128 junto a los números human-readable del borde. También mejoraron la calidad y la legibilidad de la información human-readable para hacerla más fácil de identificar. El Keykode consiste en 12 caracteres en la forma human-readable seguida por la misma información en forma del barcode. Keykode es una forma de identificador del metadata para los negativos de película. Eastman Kodak comenzó a usar la numeración de bordes de imágenes latentes en sus películas de 35 mm en bruto fabricadas en 1919.

## Ejemplo Keykode

### KU 22 9611 1802
Las primeras dos letras en el Keykode son el código del fabricante (K=Kodak, F=Fuji) y el identificador común (en este caso U=5279), cada acción tiene su propio código de la letra. Los seis números siguientes en el Keykode son el número de identificación para ese rollo de película. Sigue siendo constante para el rollo entero. Los cuatro números finales son los números reales del cuadro. Este número avanza por un número cada cuadro dominante (dieciséis cuadros en 35 milímetros, veinte en 16 milímetros). Las computadoras leen los inter-cuadros (marcados cada cuatro perforaciones por un solo "-" rociada) agregando dos dígitos al Keykode como en: "1802 + 01" y el cuadro siguiente, "1802 + 02" y así sucesivamente.

### EASTMAN 5279 167 3301 122 KD
Estos números de 122 KD son constantes para una hornada entera de la película y pueden no cambiar en muchos rodillos. 
- EASTMAN es el fabricante de la película
- 5279 es el tipo común identificador
- los tres números siguientes (167) son el número de hornada de la emulsión
- la serie siguiente de cuatro dígitos (3301) es el código del rodillo y de la parte
- le sigue el número de identificación de la impresora que hizo el Keykode (122)
- finalmente, hay una designación de la fecha de dos letras (KD). En este caso, KD=1997.